# Ryszard Cyroń
Ryszard Piotr Cyroń (ur. 11 lutego 1965 w Zabrzu) – polski piłkarz występujący na pozycji napastnika.

## Kariera klubowa
Cyroń jest wychowankiem Sparty Zabrze. W 1984 debiutował w pierwszej lidze w barwach Górnika. Nie zawsze miał pewne miejsce w pierwszym składzie, jednak może się poszczycić czterema tytułami mistrza Polski zdobywanymi w latach 1985-1988. W trakcie sezonu 1991-1992 wyjechał do Niemiec i został zawodnikiem HSV. W 13 spotkaniach strzelił jednak tylko jedną bramkę i po sezonie odszedł do Fortuny Düsseldorf, gdzie grał przez 5 lat. Karierę kończył w Rot-Weiss Essen.

## Reprezentacja Polski
W reprezentacji Polski zagrał dwa razy (w 1988).
| lp. | Data           | Miejsce   | Przeciwnik | Rezultat | Rozgrywki  | Grał   | Uwagi |
| --- | -------------- | --------- | ---------- | -------- | ---------- | ------ | ----- |
| 1.  | 6 lutego 1988  | Hajfa     | Rumunia    | 2-2      | towarzyski | do 45' |       |
| 2.  | 10 lutego 1988 | Ramat Gan | Izrael     | 3-1      | towarzyski | do 45' |       |